# DJ (chanson)
Pour les articles homonymes, voir DJ (homonymie).
Singles de Diam's
Incassables
(2003) Évasion
(2003)
DJ est un single de la rappeuse français Diam's sorti en 2003. La chanson est certifiée en France et en Belgique disque de platine.

## Composition
DJ est une chanson co-écrite par Diam's, Tristan Solanilla (Trist's) et Olivier Mignard ; la mélodie chantée des couplets reprend l'air de Quien será composé par Pablo Beltrán Ruiz qui connut le succès interprété en anglais par le célèbre acteur et crooner Dean Martin. Le titre est produit par Trist's.

## Pistes
| CD-Single | CD-Single      | CD-Single                           | CD-Single        | CD-Single | CD-Single | CD-Single | CD-Single | CD-Single | CD-Single |
| No        | Titre          | Auteur                              | Producteur       | Durée     |           |           |           |           |           |
| --------- | -------------- | ----------------------------------- | ---------------- | --------- | --------- | --------- | --------- | --------- | --------- |
| 1.        | DJ             | Diam's, Trist's, Pablo Beltrán Ruiz | Trist's          | 4:31      |           |           |           |           |           |
| 2.        | Mon répertoire | Diam's, Saïd Nabil                  | Sayd des Mureaux | 5:29      |           |           |           |           |           |
| 10:00     |                |                                     |                  |           |           |           |           |           |           |

## Classements
| Classement (2003-04)                    | Meilleure position |
| --------------------------------------- | ------------------ |
| Belgique (Flandre Ultratop 50 Singles)  | 13                 |
| Belgique (Wallonie Ultratop 50 Singles) | 1                  |
| France (SNEP)                           | 2                  |
| Italie (FIMI)                           | 44                 |
| Suisse (Schweizer Hitparade)            | 16                 |

## Certification
| Région                                                                                                 | Certification | Ventes/Streams |
| --- | ------------- | -------------- |
| Belgique (BEA)                                                                                         | Platine       | 20 000*        |
| France (SNEP)                                                                                          | Platine       | 100 000*       |
| *Ventes selon la certification ^Mise en rayon selon la certification xNon précisé par la certification |               |                |

## Reprises
Par le groupe "La pompe Moderne" en 2009.